# Кішварда
Кішварда (угор. Kisvárda) — місто в медьє Саболч-Сатмар-Береґ, у регіоні Північний Великий Альфельд на сході Угорщини. На сьогодні населення міста становить близько 17 000 жителів.

## Історія
Кішварда була відома в середньовіччі як Варда або Вараді. Префікс «киш» угорською означає «маленький» був доданий пізніше, щоб відрізняти місто від іншого, Надь Варада (нині Орадя), з префіксом «Надь», що означає «великий».
До Другої світової війни в Кішварді була велика єврейська громада, що представляє близько 30 % населення міста. В 1944 році вони були зігнані в гетто та вислані в Освенцим, де більшість і загинули. Після війни невелика єврейська громада була відновлена, але сьогодні їх майже немає в Кішварді. Колишня синагога, що залишається однією з найбзначніших будівель у місті, тепер є місцевим історичним музеєм, відомим як музей Retkozi.

## Економіка
Історично, Кішварда була торговим містом для навколишнього сільськогосподарського району, а також мало легку промисловість, подібну виноробству. Через місто проходить одна з основних залізничних доріг, що йде з столиці Угорщини Будапешта до України. Також Кішварда залучає туристів своїми геотермальними джерелами і руїнами середньовічних замків.

## Відомі люди
- Віктор Варконі (1891—1976) — угорський, пізніше американський актор.

## Міста-побратими
Кишварда має побратимські зв'язки з наступними містами:
- Карміель, Ізраїль
- Стрижів, Польща
- Кралевскі Хлмець, Словаччина
- Хільдбургхаузен, Німеччина
- Прін-ам-Кімзее, Німеччина
- Тиргу-Секуєск, Румунія
- Мукачево, Україна

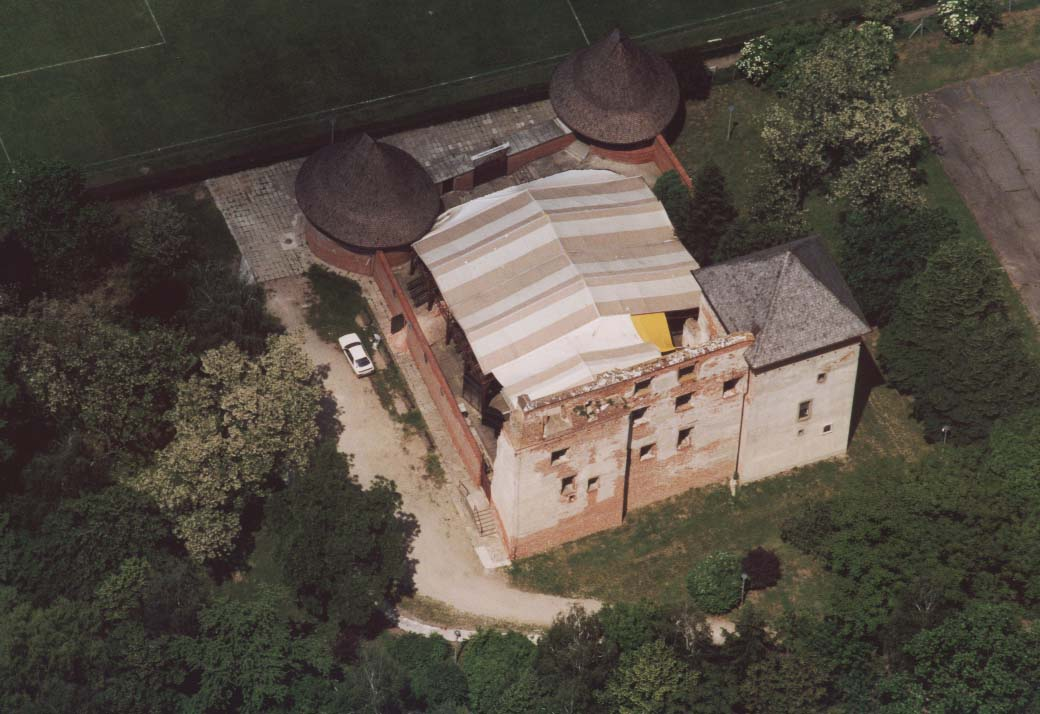
марка марка